# Sách trắng
Sách trắng hay bạch thư (từ văn chương hơn) là một bản báo cáo hoặc bản hướng dẫn của cơ quan có thẩm quyền với mục đích giúp người đọc hiểu về một vấn đề, giải quyết một vấn đề hoặc ra một quyết định. Sách trắng được các chính phủ và ngành marketing cho doanh nghiệp (B2B) sử dụng.

## Sách trắng của chính phủ
Sách trắng bắt nguồn từ chính phủ. Nhiều người cho rằng Sách trắng Churchill năm 1922 là ví dụ sớm nhất về loại hình tài liệu này. Ngày nay, việc xuất bản một sách trắng thể hiện ý định rõ ràng của một cơ quan trong chính phủ để thông qua luật mới. Sách trắng là một "...công cụ của nền dân chủ tham gia...không phải là [một] cam kết về chính sách mang tính bất di bất dịch". "Sách trắng cố gắng thực hiện vai trò kép, vừa thể hiện chính sách bền vững của chính phủ vừa mời gọi các ý kiến đóng góp."
Ở Canada, sách trắng "được xem là một tài liệu về chính sách, được Nội các thông qua, được trình ra Hạ nghị viện và được công bố cho công chúng". "Việc cung cấp thông tin chính sách thông qua sử dụng sách trắng và sách xanh có thể giúp tạo lập nhận thức về các vấn đề chính sách trong nội bộ các nghị sĩ cũng như công chúng, và khuyến khích trao đổi thông tin và phân tích. Chúng cũng là phương pháp mang tính giáo dục".
"Sách trắng được sử dụng như một phương tiện để trình bày các ưu tiên chính sách của chính phủ trước công bố luật"; theo nghĩa này, "việc xuất bản một sách trắng là cách để kiểm tra xu hướng chung của công luận đối với một vấn đề chính sách gây tranh cãi, đồng thời cho phép chính phủ đánh giá tác động có thể có của chính sách đó".
Sách trắng xuất bản bởi Ủy ban châu Âu là những tài liệu hàm chứa các đề xuất cho Liên minh châu Âu trong một lĩnh vực cụ thể. Thỉnh thoảng, một sách xanh được xuất bản trước đó nhằm tham khảo ý kiến công chúng.
Một số ví dụ về sách trắng là Sách trắng năm 1939 hay Sách trắng Quốc phòng năm 1966.

## Sách trắng của ngành marketing cho doanh nghiệp
Từ đầu thập niên 1990, người ta ứng dụng thuật ngữ sách trắng để chỉ các văn bản dùng cho hoạt động marketing cho doanh nghiệp (B2B) hoặc công cụ bán hàng. Ngày nay số sách trắng trong hoạt động thương mại có số lượng lớn hơn nhiều so với sách trắng mang tính chính trị của chính phủ.
Có nhiều sách trắng B2B lập luận rằng một công nghệ, một sản phẩm hoặc một phương pháp nào đó thì vượt trội so với những thứ khác trong việc giải quyết một vấn đề kinh doanh cụ thể. Sách trắng loại này còn trình bày các kết quả nghiên cứu, liệt kê bộ câu hỏi hay các mẹo về một vấn đề kinh doanh cụ thể hoặc nêu bật một sản phẩm hay dịch vụ của nhà cung ứng nào đó.
Sách trắng B2B là loại tài liệu truyền thông marketing được thiết kế để xúc tiến sản phẩm hoặc dịch vụ của một doanh nghiệp cụ thể. Sách trắng B2B là một công cụ marketing, sử dụng các thông tin thực tế và lập luận lô-gíc nhằm dựng lên một tình thế có lợi cho doanh nghiệp đã tài trợ cho tài liệu này.
Dù rằng một số tài liệu liệt kê hàng loạt loại sách trắng B2B khác nhau nhưng dưới đây là ba loại chính:
- Thông tin cơ bản: mô tả lợi ích về kĩ thuật và/hoặc kinh doanh của một sản phẩm, dịch vụ hay một phương pháp luận của một nhà cung ứng nào đó. Loại sách trắng là lựa chọn tốt nhất để bổ khuyết cho hoạt động ra mắt sản phẩm, lập luận về tình huống doanh nghiệp hay hỗ trợ đánh giá kĩ thuật dùng để truyền tải thông tin cho Leads-đầu mối liên hệ ở BOFU đáy của quá trình xây dựng danh sách khách hàng tiềm năng (tức phễu bán hàng và marketing hay phễu kinh doanh).
- Danh sách đánh số: trình bày một bộ các mẹo, câu hỏi hay luận điểm về một vấn đề kinh doanh cụ thể. Loại này là lựa chọn tốt nhất để thu hút sự chú ý hoặc nói xấu đối thủ.
- Vấn đề/giải pháp: đưa ra khuyến nghị về một giải pháp mới và đã được cải tiến cho một trở ngại dai dẳng trong kinh doanh. Loại này là lựa chọn tốt nhất để tạo Leads-NAME ở TOFU miệng của phễu bán hàng và marketing, xây dựng sự lãnh đạo bằng tư tưởng (thought leadership), hoặc nhằm thông báo và thuyết phục những bên có liên quan.[3]

Loại thứ hai có thể được ghép vào với một loại còn lại nhưng không thể ghép loại thứ nhất với loại thứ ba do loại thứ nhất mang tính chuyên biệt cho một sản phẩm trong khi loại thứ ba có tầm nhìn rộng ở góc độ ngành.